# Ságodi József
Ságodi József, névváltozata: Ságody (Nagyláng, 1904. október 16. – Budapest, 1978. december 10.) magyar költő, író.

## Élete
Ságodi József vasúti hivatalszolga és Porkoláb Katalin fia. Középiskoláit Fiumében és Budapesten végezte, majd a Budapesti Tudományegyetemen folytatta tanulmányait, később a kecskeméti Református Jogakadémián teológiát hallgatott. Polgári hivatása postatisztviselő volt. 1942-ben a Hunnia Filmgyár ösztöndíjas gyakornoka lett a forgatókönyvirás technikai ismeretének elsajátítása céljából. Számos hangjátékot és színművet írt, amelyeket vidéki színházak és színjátszó-csoportok mutattak be. Ezeken kívül írt magyar nóta- és dalszövegeket is.

## Magánélete
Első házastársa Szaksz Borbála Anna volt, akivel 1929-től 1936-os válásukig élt házasságban. Második felesége Lőwy Zsigmond és Klopstock Katalin lánya, Ilona volt, akit 1936. november 23-án Budapesten vett nőül.

## Főbb művei
- Fekete hollók, ezüst sirályok (versek, Budapest, 1929)
- Judit (színmű, bemutató: Nagyvárad, Szigligeti Színház, 1941)
- Köd (színmű, bemutató: Új Magyar Színház, 1943)
- A C brigád élre tör (színmű, Budapest, 1951)
- Elfoglalt férfi (színmű, Budapest, 1955)
- Lakásszentelő (vígjáték, Székesfehérvár, 1955)
- Apa a láthatáron (vígjáték, bemutató: Pest megyei Petőfi Színpad, 1962)
- Az árnyék megmozdul (dráma három felvonásban, bemutatta a Honvéd Művészegyüttes, 1963)